# Isoodon auratus
Isoodon auratus là một loài động vật có vú trong họ Peramelidae, bộ Peramelemorphia. Loài này được Ramsay mô tả năm 1887.